# Andy Lassner
Andy Lassner (Bogotá, 30 de diciembre de 1966) es un productor de televisión colomboestadounidense de ascendencia Ucraniana es reconocido por ser uno de los productores ejecutivo del programa The Ellen DeGeneres Show desde 2003 a 2022.

## Biografía
Lassner nació en Bogotá el 30 de diciembre de 1966, hijo de Jules Lassner, un Marine del ejército de Estados Unidos nacido de padres ucranianos y Daniela G. Lassner profesora de lenguas extranjeras, la familia se estableció en la ciudad debido al trabajo de Jules en la compañía Seagram, durante su estancia de 9 años en Bogotá fundaron una escuela Talmud Torá para la enseñanza de edución primaria, la religión judía y el idioma hebreo.

## Carrera
Ha sido productor ejecutivo de varios programas de televisión en estados unidos entre ellos; The Jane Whitney Show, The Richard Bey Show, The Ellen DeGeneres Show, Ellen's Game of Games entre otros.